# Spinnerij Leurent
Spinnerij Leurent (gekend als filature Leurent of De Groote Fabrieke) is een voormalige katoenspinnerij in de West-Vlaamse gemeente Avelgem. Deze fabriek werd opgericht in 1907 door de Franse industriëlen Paul en Henri Leurent en is sedert 2012 omgebouwd tot lofts.

## Geschiedenis

### Ontstaan
De Franse ondernemersfamilie Leurent (vertegenwoordigd door de neven Paul en Henri) bezat een spinnerij in Tourcoing en ging in 1906 op zoek naar een geschikte locatie voor een nieuwe fabriek. De voorkeur ging uit naar een vestiging in buurland België, omdat de sociale onrusten in Frankrijk het ondernemersklimaat ongunstig beïnvloedden. Daarnaast kon men invoerrechten omzeilen. Een neef uit Antoing raadde hen een locatie in Avelgem aan. De inwoners van de Scheldegemeente stonden gekend voor hun arbeidsethos. Bovendien was er in Avelgem een overaanbod aan vrouwelijke werkkrachten, wat voor een spinnerij een pluspunt is. Ten slotte waren er voldoende transportmogelijkheden. In de buurt van de fabrieksgronden bevond zich het station van Avelgem met een aansluiting met de (voormalige) lijnen 83 (Kortrijk – Ronse, nu het Guldenspoorpad tussen Marke en Avelgem) en 85 (Herzeeuw – Leupegem, nu fietsroute Trimaarzate tussen Spiere en Avelgem). 
Voor het ontwerp van de fabriek werd een beroep gedaan op de architecten Liétard en Forest uit Tourcoing. Het gebouw in Manchesterstijl  werd opgetrokken in drie bouwlagen, in lijn met het origineel in Tourcoing (waar de grond duurder was en er dus uit noodzaak in de hoogte werd gebouwd). Ook de energievoorziening speelde een rol in het ontwerp. Eén stoommachine voorzag via riemen de machines van aandrijving; later werd deze door een ABC-dieselmotor vervangen (gekoppeld aan een ACEC-alternator). Deze werd geïnstalleerd op de onderste verdieping.
Henri Leurent leidde de Avelgemse afdeling terwijl Paul zich op Tourcoing terugplooide.

### Eerste en Tweede Wereldoorlog
Al gauw werkten er zo'n 170 mensen. Nog geen tien jaar na de opening brak de Eerste Wereldoorlog uit. De Duitse bezetter vorderde de fabriek op als logistiek centrum en munitiedepot vanwege de aansluiting op het spoorwegennet (en een gepland militair vliegveld in Avelgem, dat er nooit kwam). Tijdens beschietingen door de geallieerden moesten de schouw en een deel van het hoofdgebouw het ontgelden. De fabriekseigenaar liet de moed niet zakken: na de oorlog voerde hij een (eerder geplande) verdubbeling van het hoofdgebouw versneld door; de 45 meter hoge schouw werd heropgebouwd.
In 1924 richtten drie zonen van Henri Leurent (Henri Jr, Ignace en François) een vennootschap op voor de spinnerij: s.p.r.l. Leurent Frères. Ignace nam de leiding over van zijn vader.
Aan het begin van de Tweede Wereldoorlog werd een deel van de productie vernietigd door de Britten om te verhinderen dat deze in Duitse handen zou vallen. Toen het einde van de oorlog naderde, werd de fabriek ingeschakeld om er (al dan niet vermeende) collaborateurs in vast te houden en als militair hospitaal.
In 1945 kwam Raymond Leurent, de oudste zoon van Ignace, aan het hoofd van de fabriek te staan. Zijn vader werd in 1948 dan weer tot ereburger van Avelgem benoemd.

### Hoogtepunt
In de periode na de Tweede Wereldoorlog stelde de spinnerij op haar hoogtepunt meer dan 450 personeelsleden te werk. Daarmee was het de grootste werkgever in de streek en ontstond de bijnaam De Groote Fabrieke. Het bedrijf baatte een eigen busdienst uit.

### Terugval en overname
Door een stijgende concurrentie met volautomatische katoenspinnerijen in de lageloonlanden en de opkomst van synthetische stoffen kreeg het bedrijf het moeilijk. Het werknemersaantal daalde in 1976 tot 215. In 1979 sloot spinnerij Leurent de deuren. Na het faillissement namen de broers Antoon en Maurits Mortier uit Avelgem de gebouwen over, om er samen met de familie Lietaer uit Rekkem een nieuwe onderneming op te starten: N.V. Avelgemse Spinnerij of AVS. Ook Weverij Mortier verhuisde naar deze gebouwen. In 1992 verhuisde AVS naar een nieuwbouw aan de IJzeren Bareel in het nabijgelegen Spiere omdat de Avelgemse fabriek te sterk verouderd was. Tegenwoordig is AVS onderdeel van de European Spinning Group.

### Arlitex
Arlitex was het laatste actieve bedrijf op de site van de spinnerij. Het gebruikte de onderste verdieping en enkele burelen. Arlitex produceerde schilderdoeken en overgordijnen voor theaters en was in handen van de schoonzoon van Antoon Mortier (eigenaar van de hele site). Die laatste eiste nog 15 jaar vruchtgebruik voor Arlitex na een eventuele verkoop, wat vertraging met zich zou meebrengen. Arlitex hield in 2011 op te bestaan.

## Productie
In de spinnerij werd katoen (afkomstig uit Azië en Zuid-Amerika) fijn gesponnen volgens het Platt-systeem. Dit gebeurde in drie fasen: de voorbereiding (of kaarden), het voorspinnen en het fijnspinnen.
Voor het spinnen wierf de personeelsdienst voornamelijk vrouwelijke medewerkers aan: soigneuses en rattacheuses. Een 'soigneuse' beheerde het productieproces en was verantwoordelijk voor vier machines. Een ploeg 'rattacheuses' moest bij stilstand dan zo snel mogelijk alle bobijnen vervangen (520 per machine). De mannelijke werknemers kregen andere taken. Zij stonden in voor het draaiende houden van de stoomketel en het onderhoud van het machinepark.

## Herbestemming
In 1999 overwoog de gemeente Avelgem de aankoop van dit complex om er de kunstacademie, jeugdhuis Krak en diverse andere gemeentelijke diensten in onder te brengen. Ook het West-Vlaams provinciebestuur en toenmalig Vlaams minister van Cultuur Luc Martens waren te vinden voor de renovatie en bijhorende plannen. 
De verkoopprijs van de fabriek bedroeg 32 miljoen BEF , maar dit bleek niet het grootste struikelblok te zijn. De geschatte renovatie- en herinrichtingskosten konden immers oplopen tot zo’n 600 miljoen BEF (ongeveer 15 miljoen EUR), wat onhaalbaar leek voor een gemeente met nog geen 10000 inwoners. Hoewel de spinnerij in 2000 werd erkend als beschermd monument, bood dit geen soelaas. Door de bescherming kon er tot 80% subsidies voorzien worden, maar dit gold enkel voor instandhoudingswerken; niet voor een herbestemming. In 2001 stelde oppositiepartij NIEUW voor nogmaals een haalbaarheidsstudie te bestellen, maar dit werd verworpen.  In plaats daarvan besliste het gemeentebestuur een volledig nieuw gemeenschapscentrum te bouwen, het huidige Spikkerelle.
In 2010 werd het complex uiteindelijk verkocht aan vastgoedontwikkelaar m-one (nu Steenberggroep) uit Horebeke. Hierbij werd het hoofdgebouw onderverdeeld in 59 lofts en enkele handelszaken. De werken vingen aan in 2012, en in 2016 namen de eerste bewoners er hun intrek.

## Afbeeldingen

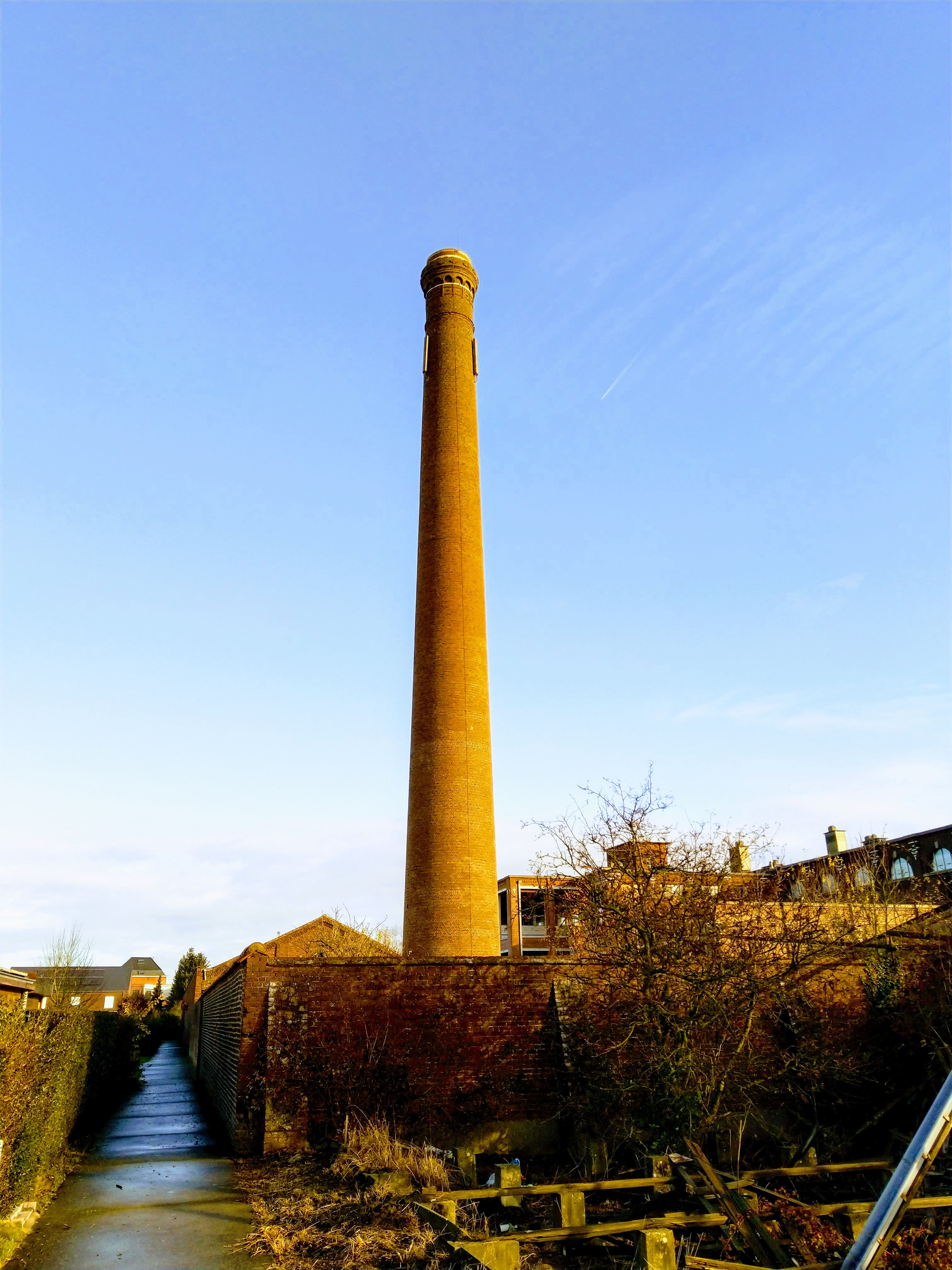
De 45m hoge fabrieksschouw
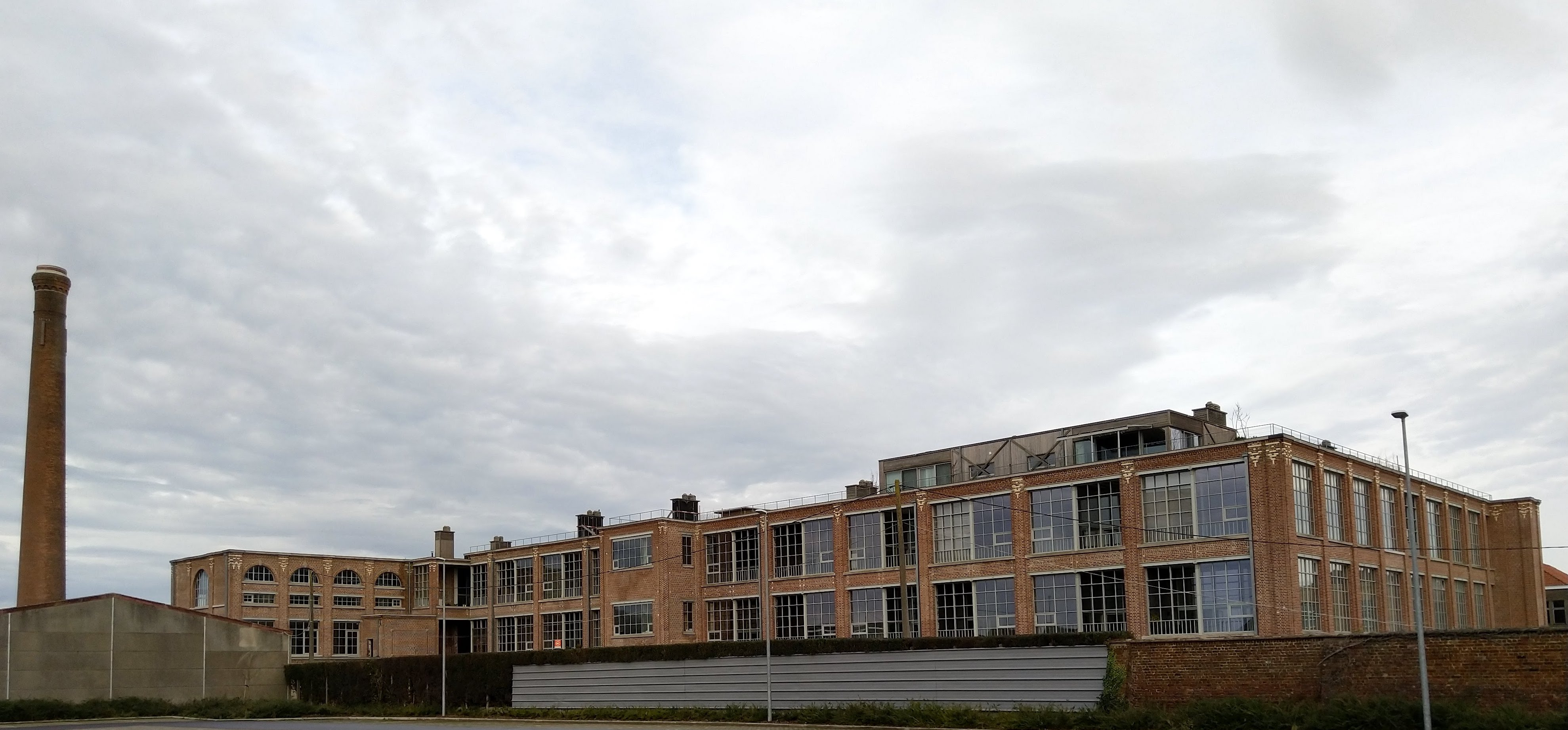
De zuidkant van het complex
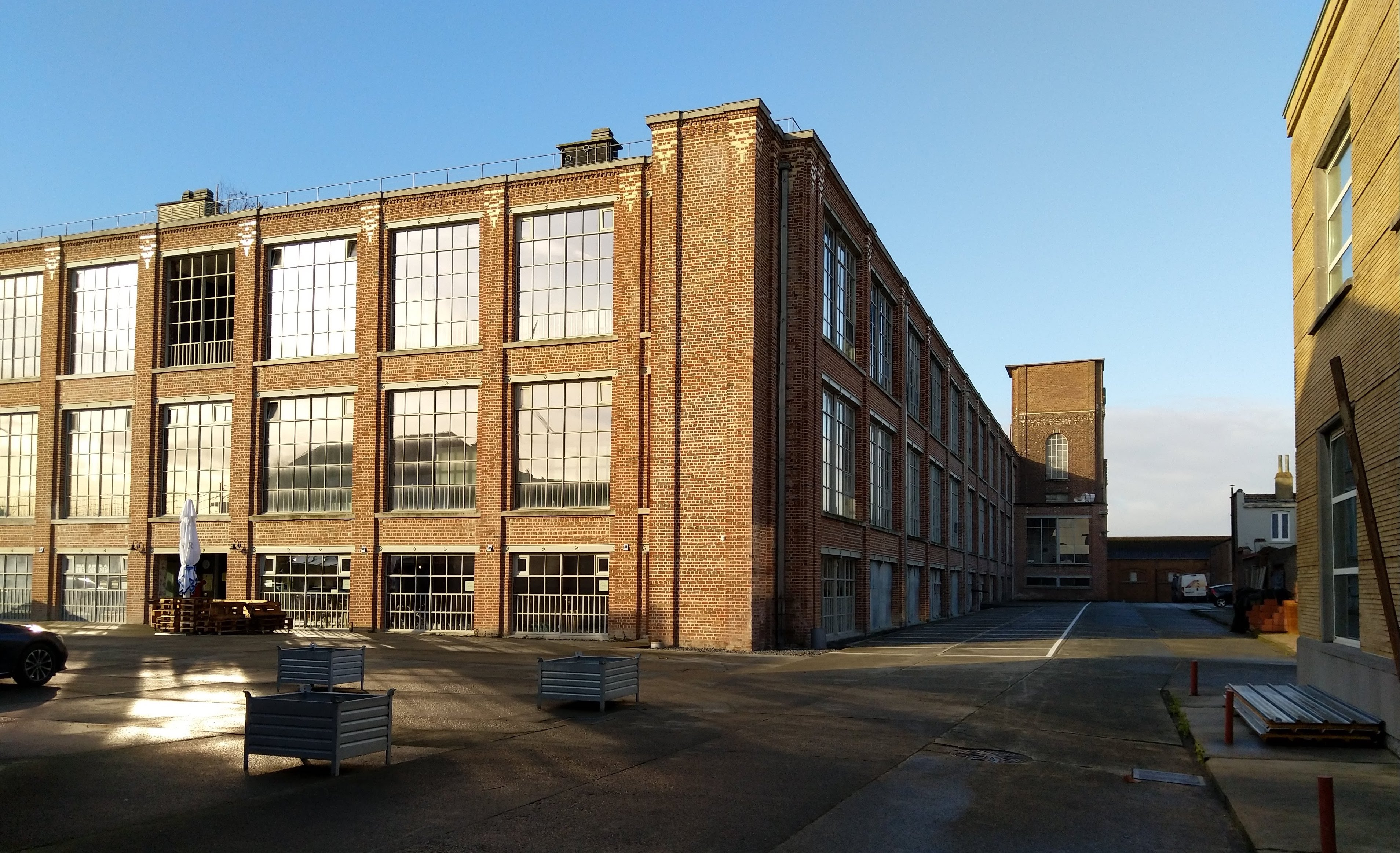
De noordelijke zijde van het hoofdgebouw met traptoren